# هیروشی ایبوسوکی
هیروشی ایبوسوکی (انگلیسی: Hiroshi Ibusuki؛ زادهٔ ۲۷ فوریهٔ ۱۹۹۱) بازیکن فوتبال اهل ژاپن است.
از باشگاه‌هایی که در آن بازی کرده‌است می‌توان به باشگاه فوتبال آلبیرکس نیگاتا، باشگاه فوتبال اوپن، باشگاه فوتبال ژیرونا، باشگاه فوتبال سابادل، و باشگاه فوتبال سویا اشاره کرد.
وی همچنین در تیم‌های ملی فوتبال زیر ۲۰ سال ژاپن و زیر ۲۳ سال ژاپن بازی کرده‌است.